# Palpada rufiventris
Palpada rufiventris är en tvåvingeart som först beskrevs av Macquart 1846.  Palpada rufiventris ingår i släktet Palpada och familjen blomflugor. Inga underarter finns listade i Catalogue of Life.